# Pimp C
Pimp C, właściwie Chad Butler (ur. 29 grudnia 1973 w Port Arthur, zm. 4 grudnia 2007 w Hollywood) – amerykański raper z południa, współtworzył wraz z Bun B grupę UGK.

## Życiorys
Grupa UGK najaktywniej działała w latach 90. Zasłynęła m.in. z gościnnych wystąpień na singlach "Big Pimpin" (Jay-Z), czy "Sippin' On Some Sizzurp" (Three 6 Mafia). Pimp C był współzałożycielem Trill Entertainment. Znany jest także dzięki gościnnemu występowi w remiksie utworu "Swang" z raperem Trae.
28 stycznia 2002 został skazany na osiem lat więzienia, zwolniony warunkowo w grudniu 2005.
4 grudnia 2007 Pimp C został znaleziony martwy w swoim pokoju hotelowym, na szóstym piętrze w Mondrian Hotel na Sunset Strip, w zachodnim Hollywood, stanie Kalifornia. Zmarł we śnie. Przedawkował popularny narkotyk w postaci napoju zmieszanego z syropem na kaszel.

## Dyskografia

### Albumy solowe
- 2005: Sweet James Jones Stories
- 2006: Pimpalation
- 2010: The Naked Soul of Sweet James Jones

### Single solowe
- 2006: "I'm Free"
- 2006: "Pourin' Up" (featuring Mike Jones & Bun B)
- 2006: "Knockin' Doorz Down" (featuring P.O.P. & Lil Keke)

### Albumy z grupą UGK
- The Southern Way [1988]
- Banned EP [1992]
- Too Hard to Swallow [1992]
- Super Tight [1994]
- Ridin' Dirty Gold [1996]
- Dirty Money [2001]
- Side Hustles [2002]
- Underground Kingz [2007]
- UGK 4 Life [2009]